# Frente de Estudiantes Sindicalistas
Frente de Estudiantes Sindicalistas (FES) fue una organización estudiantil falangista, de fuerte tendencia católica fundada en Madrid en 1963. Aglutinó a buena parte de los falangistas que denunciaban la manipulación que la dictadura de Francisco Franco hacía de la Falange.

## Historia
Fue cofundado en 1963 por Sigfredo Hillers de Luque y  Ceferino L. Maestú Barrio.
Era el puntal de una serie de grupos falangistas disidentes del Movimiento Nacional y a partir de 1976, con la legalización de partidos políticos, buscó infructuosamente el nombre histórico la Falange (Falange Española de las JONS) y formar una federación de grupos falangistas para llegar a la unidad. Los motivos que aportaban para esto eran el ser uno de los grupos falangistas "independientes" más veteranos y la defensa de la ortodoxia del pensamiento de José Antonio Primo de Rivera. Al conceder el gobierno de Adolfo Suárez el nombre al grupo encabezado por Raimundo Fernández-Cuesta y éste romper los pactos que tenía con los demás grupos, el (FES) buscó una denominación alternativa y en 1977 se legaliza bajo el nombre de Falange Española Independiente (FE(I)).
El FES se convirtió en la sección universitaria de FE(I), declarándose legítimo sucesor del SEU histórico hasta la fusión de Falange Independiente con FE de las JONS en 2004, momento en el cual el FES pasó a ser la asociación estudiantil de Enseñanzas medias.
Por sus filas pasaron José María Aznar, Juan Fernández Krohn y el actor Juan Diego.